# Републикански път III-1412
Републикански път IIІ-1412 е третокласен път, част от Републиканската пътна мрежа на България, преминаващ изцяло по територията на Видинска област. Дължината му е 13,9 km.
Пътят се отклонява надясно при 11,9 km на Републикански път III-141 югоизточно от село Коста Перчево и се насочва на югозапад през хълмистата част на Западната Дунавска равнина по вододела между реките Войнишка и Видбол. Минава в близост до село Бранковци и в центъра на село Раковица се свързва с Републикански път III-1401 при неговия 14 km.
| Пътища, отклоняващи се надясно (населено място, № на пътя, посока на пътя) | km   | Пътища, отклоняващи се наляво (посока на пътя, № на пътя, населено място) |
| -------------------------------------------------------------------------- | ---- | ------------------------------------------------------------------------- |
| Община Грамада, III-141, 11,9 km →                                         | 0,0  | → 11,9 km, III-141, Община Грамада                                        |
| (за с. Бранковци) общински път ←                                           | 2,1  |                                                                           |
| Община Макреш                                                              | 6,2  | Община Макреш                                                             |
|                                                                            | 7,6  | → общински път (за с. Цар Шишманово)                                      |
| (за с. Старопатица) общински път ←                                         | 13,1 |                                                                           |
| (от 39,4 km на II-14) III-1401, 14 km, с. Раковица →                       | 13,9 | → с. Раковица, 14 km, III-1401 (до гр. Белоградчик)                       |